# Честер (переписна місцевість, Вермонт)
Честер (англ. Chester) — переписна місцевість (CDP) в США, в окрузі Віндзор штату Вермонт. Населення — 1132 особи (2020).

## Географія
Честер розташований за координатами 43°16′9″ пн. ш. 72°35′47″ зх. д. / 43.26917° пн. ш. 72.59639° зх. д. (43.269200, -72.596296).  За даними Бюро перепису населення США в 2010 році переписна місцевість мала площу 3,35 км², з яких 3,27 км² — суходіл та 0,09 км² — водойми.

## Демографія
Згідно з переписом 2010 року, у переписній місцевості мешкало 1005 осіб у 497 домогосподарствах у складі 256 родин. Густота населення становила 300 осіб/км².  Було 570 помешкань (170/км²).
Расовий склад населення:
| - 97,6 % — білих - 0,7 % — корінних американців - 0,4 % — азіатів |

До двох чи більше рас належало 1,2 %. Частка іспаномовних становила 1,6 % від усіх жителів.
За віковим діапазоном населення розподілялося таким чином: 21,3 % — особи молодші 18 років, 57,9 % — особи у віці 18—64 років, 20,8 % — особи у віці 65 років та старші. Медіана віку мешканця становила 46,4 року. На 100 осіб жіночої статі у переписній місцевості припадало 81,1 чоловіків;  на 100 жінок у віці від 18 років та старших — 80,6 чоловіків також старших 18 років.
Середній дохід на одне домашнє господарство  становив 49 100 доларів США (медіана — 29 022), а середній дохід на одну сім'ю — 62 985 доларів (медіана — 60 203). За межею бідності перебувало 15,5 % осіб, у тому числі 17,3 % дітей у віці до 18 років та 8,6 % осіб у віці 65 років та старших.
Цивільне працевлаштоване населення становило 349 осіб. Основні галузі зайнятості: фінанси, страхування та нерухомість — 21,8 %, освіта, охорона здоров'я та соціальна допомога — 17,5 %, виробництво — 16,6 %, мистецтво, розваги та відпочинок — 16,6 %.